# 공동경비구역
공동경비구역(共同警備區域, 영어: Joint Security Area, JSA)은 대한민국과 조선민주주의인민공화국이 군사 분계선에서 서로 대면하고 있는 지역으로, 경기도 파주시 진서면에 위치한다.

## 이름의 유래
공동경비구역의 또 다른 이름은 판문점이다. 판문점의 원래 이름은 '널문리'였다. 널문리의 이름의 유래에는 여러 가지가 있다. 첫째는 마을에 널빤지로 만든 대문이 많았기 때문이라는 설이다. 두 번째 가설은 부근에 널문다리(판문교板門橋)가 있었기 때문이라고 한다. 세 번째 가설은 지형이 워낙 넓어서 넓은 마을[里]이라는 뜻으로 넓은리 => 널븐리 => 널문리로 변천되었다는 것이다. 마지막 가설은 널빤지로 만든 문이 있는 마을로, 1592년 임진왜란이 일어났을 당시, 선조가 피난 갈 때 백성들이 널빤지 문을 뜯어 다리를 만들었다 하여 그 후 마을 이름을 널문리라고 불렀다는 지명에 얽힌 전설이 전해진다.
한국전쟁 휴전회담이 진행된 곳은 널문리의 한 이름 없는 가게 앞이었다. 회담에 참석하는 중공군 대표들이 쉽게 찾아올 수 있도록 회담 장소 앞에 있던 주막을 겸한 가게를 한자로 적었는데 이것이 바로 널문리의 가게라는 한자어, ‘판문점(板門店)’이다.

## 역사
공동경비구역은 1953년 7월 27일 체결된 정전협정으로 인해 판문점에 형성되었다. 협정에 따라 관련 업무를 소관할 유엔사령부 소속 군사정전위원회가 판문점에 설치되었고, 군사정전위원회 인근 지역을 유엔군과 조선인민군이 공동으로 경비하게 되었다. 때때로 대한민국과 조선민주주의인민공화국 간의 교섭이 이루어지는 장소로 활용된다.
군사정전위원회는 1953년 10월 제25차 본희의에서 군사정전위원회의 원만한 운영을 위해서 군사정전위원회 본부 구역에 군사분계선을 중심으로 유엔군 측과 공산군 측의 공동경비 구역을 설정하기로 합의했고, 이 합의에 따라 동서 800m, 남북 400m에 달하는 정방형의 공동경비구역이 만들어졌다.
초기에는 유엔군 측과 공산군 측이 경비와 관리를 공동으로 담당하는 말 그대로의 ‘공동경비구역’이었으나, 1976년 판문점 도끼 만행 사건 이후 군사분계선을 경계로 이남 지역은 유엔군 측이, 이북 지역은 공산군 측이 분리 경비하게 되었다.
2004년 이후 공동경비구역의 경비 임무는 대한민국 국군에게 이양되었으나, 지휘통제권은 계속 유엔군사령부가 가지고 있으므로, 주한미군과 중립국 감독위원회(스위스, 스웨덴 대표)도 주둔하고 있다.

## 내부 시설

### 대한민국측

#### 자유의 집
우리측 건물인 자유의 집은 통일의 뜻을 북으로 날려보내는 마음을 표현한 방패연 모양을 하고 있다. 건물 양면의 곡선도 통일의 소망을 담아 두 손으로 감싸고 있는 모습이다. 현재 자유의 집은 1998년에 신축된 4층 건물로 1층에는 로비·기자실·편의시설, 2층에는 대기실·사무실·회의실(향후 우편물 교환소 등으로 활용), 3층에는 남북 연락사무소·남북 적십자 연락사무소·대회의실(향후 이산가족 면회실 등으로 활용), 4층에는 전망대와 다용도 공간이 위치하는 등 남북교류 활성화에 대비하도록 설계되어 연락업무를 수행하고 있다.

#### 평화의 집
1989년 판문점에서의 남북 대화가 활발해질 것에 대비하여 판문점 내 우리측 회담 시설을 확충하기 위해 세운 건물이다. 1992년 남북 연락사무소(남측)와 직통전화가 설치되어 있었으나 1998년 ‘자유의 집’이 완공되면서 옮겨갔다. 평화의 집은 연건평 600평의 3층 석조건물로 1층은 귀빈실과 기자실, 2층은 회담장, 3층은 연회실로 꾸며져 회담 뒤 대표단의 식사나 모임 장소로 쓰이고 있다.

### 조선민주주의인민공화국측

#### 통일각
1985년 북측이 판문점 회담 시설로 준공한 통일각은 남측 지역 ‘평화의 집’과 대칭되는 개념으로 연건평 460평의 지하 1층, 지상 1층 건물이다. 1992년 5월부터 북측 남북 연락사무소로 사용되면서 판문점 북측 지역에서 개최된 주요 남북회담이나 접촉은 대부분 이곳에서 이루어졌다. 당시 통일각에 설치된 북측 남북 연락사무소는 직원 5~6명이 상주하면서 직통전화 2회선 등을 통해 남측과 연락업무를 수행해왔다. 통일각은 판문각에서 서북쪽으로 100미터 정도 떨어져 있어 잘 보이지 않는다.

#### 판문각
판문각은 판문점 내에 북측을 상징하는 대표적인 건물이다. 조선민주주의인민공화국은 정전협정 체결 이후 12년간 판문점을 일반인에게 공개하지 않다가 1964년 공개하기 시작하면서 현재의 판문각 자리에 육각정을 지었다. 그후 1969년에 육각정을 헐고 판문각을 신축했는데 판문각은 남쪽에서 보면 웅장한 석조 건물로 보였으나 건물 내의 폭은 좁았다. 그래서 조선민주주의인민공화국은 1994년 판문각 중축공사를 시작해 12월에 완공했으며 건물을 3층으로 높이고 건물 폭도 확장하였다.

#### 72시간 다리
1976년 판문점 도끼만행 사건 이후 ‘돌아오지 않는 다리’는 폐쇄되고 판문점 내의 경비는 양측이 함께 담당해 온 공동경비에서 분할 경비로 바뀌었다. 북한은 그간 ‘돌아오지 않는 다리’를 통해 판문점에 드나들었으나 다리가 폐쇄되자 공동경비구역으로 출입하기가 어려워졌다. 이에 급히 통일각 뒤쪽의 사천강에 북쪽으로 콘크리트 다리를 하나 구축했다. 이 다리를 건설하는 데 걸린 시간이 72시간이라고 해서 유엔사는 이 새 다리에 ‘72시간 다리’라는 별명을 붙였다.

### 남북공동지역

#### 돌아오지 않는 다리
‘돌아오지 않는 다리(Bridge of No Return)’는 우리측 평화의 집 뒤쪽 사천강 위에 위치해 있다. 이 다리 중간을 군사분계선이 가로지르고 있는데 정전협정 조인 후 이 다리를 통해 포로교환이 이루어졌을 때 양측 포로들이 이 다리를 통해 남쪽과 북쪽으로 송환되면서 일단 이 다리만 건너면 그 누구도 다시는 돌아올 수 없다 하여 ‘돌아오지 않는 다리라는 이름이 붙여졌다. 이 다리는 개성에서 공동경비구역으로 출입하는 다리로 사용되었으나 1976년 8월 18일 도끼만행 사건이 발생한 이후 통행이 금지되었다.

#### 군사정전위원회 회의실
군사정전위원회 회의실은 정전협정 체결 후 현재 판문점 위치를 공동경비구역으로 설정하고, 군사정전위원회 기구들이 회의실로 사용하기 위해 군사분계선 위에 가건물 7개동을 설치하였다. 그중 회색 4개 동은 북한 측이 관리하고, 가운데 하늘색 3개 동은 유엔사측이 관리하는 건물이다. 하늘색 3개 동은 서쪽에서 동쪽으로 각각 T1, T2, T3로 불리는데, T는 임시로 쓰는 가건물(Temporary)이라는 뜻이다. 이 중 T1은 중립국감독위원회 회의실, T2는 군사정전위원회 본회의실, T3은 군사정전위원회 소회의실로 사용되며, 그 중 가운데 군사정전위원회 회의실(T2)은 관광객 출입이 가능하다.

## 사건, 사고
정전 협상의 초기 협상 중 하나에서 조선인민군/중국인민지원군 측 요원들은 어느 날 밤 휴전 텐트에 들어가 유엔군 대표단의 의자 다리를 톱으로 절단했다. 다음날 유엔사 대표단이 도착했을 때, 그들은 조선인민군/중국인민지원군 대표단보다 낮은 자리에 앉아야 했고, 체면을 구겨서 재빨리 회의를 떠났다. 이후 열린 회의에서 유엔사 대표단은 휴전 천막 안으로 깃발을 들여와 회담 테이블에 설치했다. 조선인민군/중국인민지원군 대표단은 체면을 구긴 채 떠났지만, 다음 회의에서 유엔군 깃발보다 큰 깃발을 들고 나타났다. 다음 회의에서 유엔사 대표단은 조금 더 큰 깃발을 들고 왔다. 국기가 너무 커서 천막 안에 들어갈 수 없었기 때문에 국기의 크기를 논의하기 위해 특별 회의가 소집될 때까지 이 문제는 계속되었다. 이후 회의장 내 깃발 크기는 작은 변화만 있을 뿐 거의 그대로 유지되고 있다. 조선민주주의인민공화국 국기는 유엔사 깃발보다 넓고 깃발 가장자리에 두꺼운 테두리가 있지만 유엔사 국기는 더 길다. 조선인민군 깃대 꼭대기에 있는 깃발은 유엔군 깃발보다 높지만 유엔군 깃발은 더 넓다. 조선인민군 깃발은 3단 기단으로 되어 있는 반면 유엔군 깃발은 2단 기단으로 되어 있지만, 유엔군 깃발의 각 층은 조선인민군 깃발의 어떤 층보다 높다.
세계에서 가장 긴장된 군사적, 정치적 단층선의 중심에 있는 공동경비구역은 750개가 넘는 공공연한 폭력 행위를 포함하여 남북간의 수많은 상호작용이 있었던 곳이다. 유엔사는 MAC 회의 과정에서 보고된 대부분의 폭력 사건을 보고서와 사진으로 기록해왔다. 1953년 이래로 수많은 주먹다짐, 고함치는 경기, 무례한 제스처의 교환, 그리고 다른 도발들이 일어났다. 또한 죄수 교환과 다른 상호작용이 몇 차례 있었다.

### 1950년대
- 리틀 스위치 작전, 1953년 4월

이 작전은 2년간의 협상 기간 동안 쟁점이 된 4대 쟁점 중 하나인 포로 송환을 위한 시험 사례였다. 605명의 유엔군 포로와 6,030명의 부상자가 교환되었다.
- 빅 스위치 작전, 1953년 4월 ~ 9월

앞서 진행된 본국 송환의 성공을 바탕으로 4월 말부터 포로들의 일반 교류가 시작되었다. 빅 스위치 작전 동안, 죄수들은 사청강 둑에 있는 판문점으로 끌려갔다. 그리고 나서 각 죄수들은 강을 건너 동포들에게 돌아갈 것인지, 아니면 납치범들과 함께 남을 것인지를 물었다. 일단 그 선택이 내려지면 되돌릴 수 없었다. 그래서 '돌아오지 않는 다리'라는 이름이 붙었다. 이 기간 동안 유엔군 포로 13,444명과 북한군 및 인민군 포로 89,493명이 공산주의 국가로 귀환했다.

### 1960년대
- 보니파스 캠프 공격, 1967년 8월 29일

조선인민군 병사들이 소형 무기와 경기관총으로 무장한 채 미국 육군 지원집단 전진캠프(현재의 보니파스 캠프)를 공격했다. 이 공격으로 미군 1명과 대한민국군 2명이 사망하였으며 미군 12명, 대한민국군 9명, 대한민국 민간인 3명이 부상을 입었다. 조선인민군 병사들은 진격 캠프에서 온 미군들에 의해 군사분계선까지 추격당했다. 이 사건 이후 비무장지대 남쪽 경계 펜스는 캠프 북쪽 선으로 이전되었다.
- 트럭 매복 공격, 1968년 4월 14일

조선인민군 병사들은 유엔사 구호대원들을 JSA 및 중립국(스위스/스웨덴) 수용소로 수송하는 유엔사 트럭을 매복 공격했다. 조선인민군은 소형 무기, 자동 무기, 수류탄을 사용하여 트럭을 멈추는데 성공했고 탑승한 병사 6명을 모두 죽이려 했다. 이들은 4명(미군 2명, 대한민국군 2명)을 사살하고 나머지 2명에게 부상을 입힌 뒤 군사분계선을 넘어 철수했다.
- 부이 작전, 1968년 12월 23일

사령관 로이드 M. 부쉐와 USS 푸에블로에서 온 81명의 승무원들은 '돌아갈 수 없는 다리'를 건너 자유를 되찾았다. 그들은 1968년 1월 22일 조선민주주의인민공화국 해군의 공격 이후 11개월 동안 억류되어 있었다. 그들이 억류되어 있는 동안 JSA 회의실에서 비밀 협상이 진행되었다. 그들은 '돌아오지 않는 다리'를 건넌 마지막 유엔군 부대원이었다.
- 템플 벨 작전, 1969년 8월 17일

비무장 OH-23 관측 헬리콥터가 북한 영공을 침범하여 북한으로 강제 착륙하였다. 승무원 3명은 H. Adam 유엔사령부 수석대표와 이춘선 북한군 소장과의 협상 과정에서 3개월 반 동안 억류되었다. 1969년 12월 초, 세 명의 승무원은 석방되어, '돌아오지 않는 다리'로 안내되었다.

### 1970년대
- 런웨이 1 작전(대한항공 YS-11기 납북 사건), 1970년 2월 14일

1969년 12월 11일 대한항공 여객기가 북한 공작원에 의해 납치되어 북한 원산 손덕비행장으로 우회하는 사건이 발생했다. 납치범 외에도 여객기에는 46명의 승객과 4명의 승무원이 탑승했다. 승객 39명은 3일 뒤 판문점을 통해 송환되었다. 나머지 승객들과 모든 승무원들은 북한이 억류하고 있었으며 현재까지 귀환이 허용되지 않고 있다.
- 1970년 10월 12일

북측의 경비대원 2명과 조선인민군 장교 1명이 남측의 JSA 경비대대에 접근했다. 조선인민군 병사들은 남측의 경비대원 한 명에게서 MP 브라사드를 제거하려고 시도했고, 밀치기가 이어졌다. 결국 먼저 접근한 조선인민군 병사들은 무장해제를 당하고 조선인민군 합동임무사령부 건물로 이동한 후 조선인민군 경비원 및 근로자 30명과 함께 돌아왔다. 삽, 곤봉, 바위로 무장한 조선인민군 근로자들은 혼전을 벌였다. 남측의 경비대원 1명은 나머지와 격리되어 군사정전위원회 건물과 JDO 건물 사이로 끌려가 삽으로 머리를 맞았다. 얼마 지나지 않아 유엔사 JDO 청사에서 비무장을 담당한 유엔사 측의 JSA 경비대대 50명이 도착하여 전투에 합류하여  조선인민군 경비대대를 고립시키고 무력화하기 시작했다. 남측의 경비대원 7명이 부상을 입었으며, 그중 1명은 두개골 골절상을 입었다.
- 핫라인 구축, 1971년 9월 22일

남북 적십자사 간 첫 번째 핫라인 개통으로 남북 적십자가 협상할 수 있게 되었다. 판문점 지역을 관통하는 33개의 핫라인이 생기기 전까지 1990년대와 2000년대에 걸쳐 더 많은 직통 전화선이 구축되었다.
- 1974년 3월 3일

조선인민군 장교 1명과 조선인민군 경비대 2명이 유엔군 제5전망초소(현재의 유엔사 제3호)에서 유엔군 지원 순방에 접근했다. 유엔군 호위 장교는 북한군이 관광단에게 해를 끼치는 것을 막았고, 북한군 장교는 유엔군 장교의 어깨를 잡았다. 동시에 인민군 경비대원 중 한 명이 장교의 등을 걷어차고 사타구니를 찼다. 약 25~30명의 북한군 병력이 현장으로 이동해 유엔군 장교를 고립시켰고, 유엔군 신속 대응 부대(QRF)가 현장에 도착하여 북한군을 해산시킬 때까지 유엔군 검문소 4로 복귀하는 것을 막았다. QRF가 부상당한 장교와 함께 출발한 후 조선인민군 경비병들이 돌아와 체크 포인트 4에 침입하여 내부를 파괴하기 시작했다. 인민해방군은 4번 검문소로 재배치되어 인민군을 철수시켰다. 조선인민군은 ‘돌아오지 않는 다리’ 서쪽 끝에 있는 조선인민군 제7초소에 약 100명의 추가 병사를 파견함으로써 대응했다. 유엔사 JDO는 현장에 도착하여 즉각적인 안보관 회의를 제안함으로써 확대를 막았다. 그러나 회의를 소집하기 위해 철수하자마자 조선인민군은 JDO 승용차를 공격하여 돌과 몽둥이로 창문을 부수고 JDO에 부상을 입혔고, 이후 조선인민군은 모두 다리 쪽으로 철수했다.
- 헨더슨 소령 사건, 1975년 6월 30일

도발적인 행동을 한 전력이 있는 북한 기자가 헨더스 소령에게 구두로 항의했다. 헨더슨 소령이 언어적 모욕과 무례한 몸짓에 대응하지 않자, 기자는 그의 얼굴을 때렸다. 자신을 보호하기 위해 일어선 헨더슨 소령은 북한군 경비병으로부터 뒤에서 공격을 받았는데, 그는 그를 기절시키고 목을 밟아 후두를 짓눌렀다. JSA 주변의 유엔군과 조선인민군 경비대가 즉각 대응했고, 이어 접전이 이어졌다. 조선인민군 경비대는 헨더슨 소령이 대피할 때 더 많은 부상을 입히려고 시도했다. 조선인민군 경비원들은 유엔군의 지원을 받지 않은 여성 기자 한 명도 폭행했고, 그 여직원은 얼굴을 맞았다. JSF 사령관은 현장에 도착해 전투원들과 대치한 뒤 즉각적인 보안관 회의를 요구하며 사건을 마무리했다. 헨더슨 소령은 이 지역에서 대피했고 치료와 재활을 위해 결국 미국으로 이송되었다.
- 판문점 도끼 만행 사건, 1976년 8월 18일

북한 경비대가 유엔군 검문소 사이를 가리는 큰 나무를 가지치기하던 유엔군사령부 근무대를 공격했다. 전투 도중 미군 합동경비대 중대장 보니파스가 북한군 경비대에 의해 사망했고, 배럿 중위가 전사했으며 유엔군 경비대원 대부분이 도주하던 인민군에 의해 도끼로 부상을 입었다. 이 사건을 계기로 군사분계선 표지석이 생겨 남북 서로 간의 출입이 금지되었다.
- 헬기 격추 사건, 1977년

비무장지대 상공에서 순찰 중이던 미군 CH-47 헬기가 북한 영토로 침범했다가 격추되었다. 선원 3명, 생존자 1명은 본국으로 송환되었다.

### 1980년대
- 소련 관광안내원 마투조크 망명사건[15], 1984년 11월 23일

1984년 소련 관광안내원 바실리 마투조크는 판문점에서 열린 군사정전위원회 회담장면 촬영 중 돌연 건물 사이 군사분계선을 넘어 남측으로 갑작스러운 망명을 시도했다. 이를 지켜본 북한군은 권총을 발사하며 그의 월남을 저지하려 했으나 실패하자 마투조크를 쫓아 군사분계선을 넘어와 자유의집 앞에서 30여 분간 총격전을 벌였다. 다행히 마투조크는 살아남았으나 우리 측 장명기 일병이 전사했고, 유엔군 1명도 부상을 입었다. 북한군은 3명이 전사하고 5명이 부상을 입었다.

### 1990년대
- 정주영 전 현대그룹 명예회장 소떼방북, 1998년 6월 16일

1998년 6월과 10월 2차례에 걸쳐 정주영 전 현대그룹 명예회장이 소떼 1,001마리를 이끌고 판문점을 넘어 북한을 방문하였다. 첫 번째는 1998년 6월 16일 정주영 명예회장이 트럭 50대에 500마리의 소떼를 싣고 판문점을 넘었다. 두 번째는 같은 해 10월 27일 501마리의 소떼를 싣고 판문점을 통해 갔다. 이러한 정주영 명예회장의 소떼 방북은 남북간 민간교류의 물꼬를 트는데 중요한 초석이 되었다.

### 2010년대
- 북한군 병사 오청성 귀순 총격 사건, 2017년 11월 13일

2017년 11월 13일 북한군 육군 하전사 오청성이 판문점 공동경비구역 북측 초소에서 군사분계선을 넘어 남측으로 귀순을 시도하다가, 뒤따라오던 다른 북한군의 총격을 받는 사건이 발생하였다. 오청성은 총격으로 인해 심각한 부상을 입고 의식 불명 상태로 아주대병원으로 긴급 후송되었고 몇 차례의 응급 수술 끝에 의식을 회복하였다.
- 제1차 판문점 남북정상회담, 2018년 4월 27일

2018년 4월 27일 판문점 ‘평화의집’에서 제1차 남북정상회담이 개최되었다. 이 날 문재인 대통령과 북한 김정은 위원장은 판문점 군사분계선에서 첫 만남을 가졌으며, 김정은 위원장은 북한 최고지도자로서는 우리 땅을 밟은 첫 사례가 되었다. 두 정상은 정상회담을 갖고 공동기념식수와 함께 도보다리 산책을 하면서 깊은 대화를 나누었고, 역사적인 ‘판문점 선언’을 공동으로 발표하였다.
- 제2차 판문점 남북정상회담, 2018년 5월 26일

2018년 5월 26일 판문점 ‘통일각’에서 제2차 남북정상회담이 개최되었다. 이 날 두 정상은 북미정상회담을 앞두고 한반도 비핵화에 대한 허심탄회한 대화를 나누었다.
- 2018년 10월 25일

공동경비구역에서 감시초소와 무기들이 제거되었다. 인력도 오후 1시까지 공동경비구역에서 철수했다. 이 지역은 현재 35명의 비무장 유엔군 병력과 35명의 비무장 조선인민군 병력이 점령하고 있으며, 총 70명의 병력이 주둔하고 있다.
- 남·북·미 정상 판문점 3자회동, 2019년 6월 30일

2019년 6월 30일 미국 트럼프 대통령과 북한 김정은 위원장이 판문점 군사분계선에서 인사를 나눈 뒤 자유의집에서 북미 정상간 회동이 있었다. 이 날 문재인 대통령도 동행하여 북미 정상의 만남을 지원하였다.

### 2020년대
- 주한미군 트래비스 킹 월북 사건, 2023년 7월 18일

2023년 7월 18일, 판문점 견학 중이던 트래비스 킹이 무단으로 월북하였다.

## JSA 경비대대의 임무
JSA 경비대대의 정식 명칭은 공동경비구역 유엔사경비대대(United Nations Command Security Battalion - Joint Security Area)이다. 1952년 5월 5일 정전 협정이 제의되고, 유엔사령부를 위해 경비와 군수를 지원하는 임무를 위해 창설되었다. 장교 5명, 사병 10명으로 창설되었지만 한국 전쟁이 끝날 무렵에는 1900명으로 부대원 수가 증가했다. 창설 당시 처음에 미군으로만 구성되었던 경비대대는 한국군도 포함되어 2000년 10월 기준으로 약 500명 정도의 전체 규모 중 300여 명 정도가 한국군으로 구성되어 있다.
JSA 경비대대는 크게 행정과 지원을 맡는 본부중대와 작전 중대로 나뉜다. 작전 중대는 경비중대와 민정중대로 나뉘고, 본부중대는 이러한 작전 중대를 서포트하는 역할을 담당한다. 경비중대와 민정중대는 실제로 작전에 들어가서 북한군과 대치하고, 대성동 마을에서 주민들을 보호하는 일을 담당한다. 이들은 병력이 교대로 최전방에 배치된다.
JSA 경비대대는 우발적 상황과 악조건 속에서도 주어진 임무를 완수하는 능력을 배양하고자 ‘악조건하 전투사격’, ‘우발상황대비훈련’, ‘기동사격 훈련’, 'CQB(폐쇄구역 근접전투)훈련'등을 주기적으로 실시한다. '악조건하 전투사격'은 군장을 메고 전력질주한 뒤 팔굽혀펴기를 하고 그 다음에 사격하는 방식으로 가혹한 사격 환경을 조성한다. 'CQB훈련'은 시가전, 대 테러전에서 건물 내부로 침투할 때 구사하는 특수부대원들의 근접전투 전술이다.
민정중대의 주요 임무 중 하나는 대성동 마을을 경비하고 치안을 유지하는 것이다. 대성동 마을은 비무장지대 내에 위치한 유일한 마을로서, 1800미터 맞은 편에는 조선민주주의인민공화국의 기정동 마을이 위치한다. 민정중대는 농사짓는 주민을 경호하고 주민들의 외출을 관리하는 등의 임무를 수행한다.

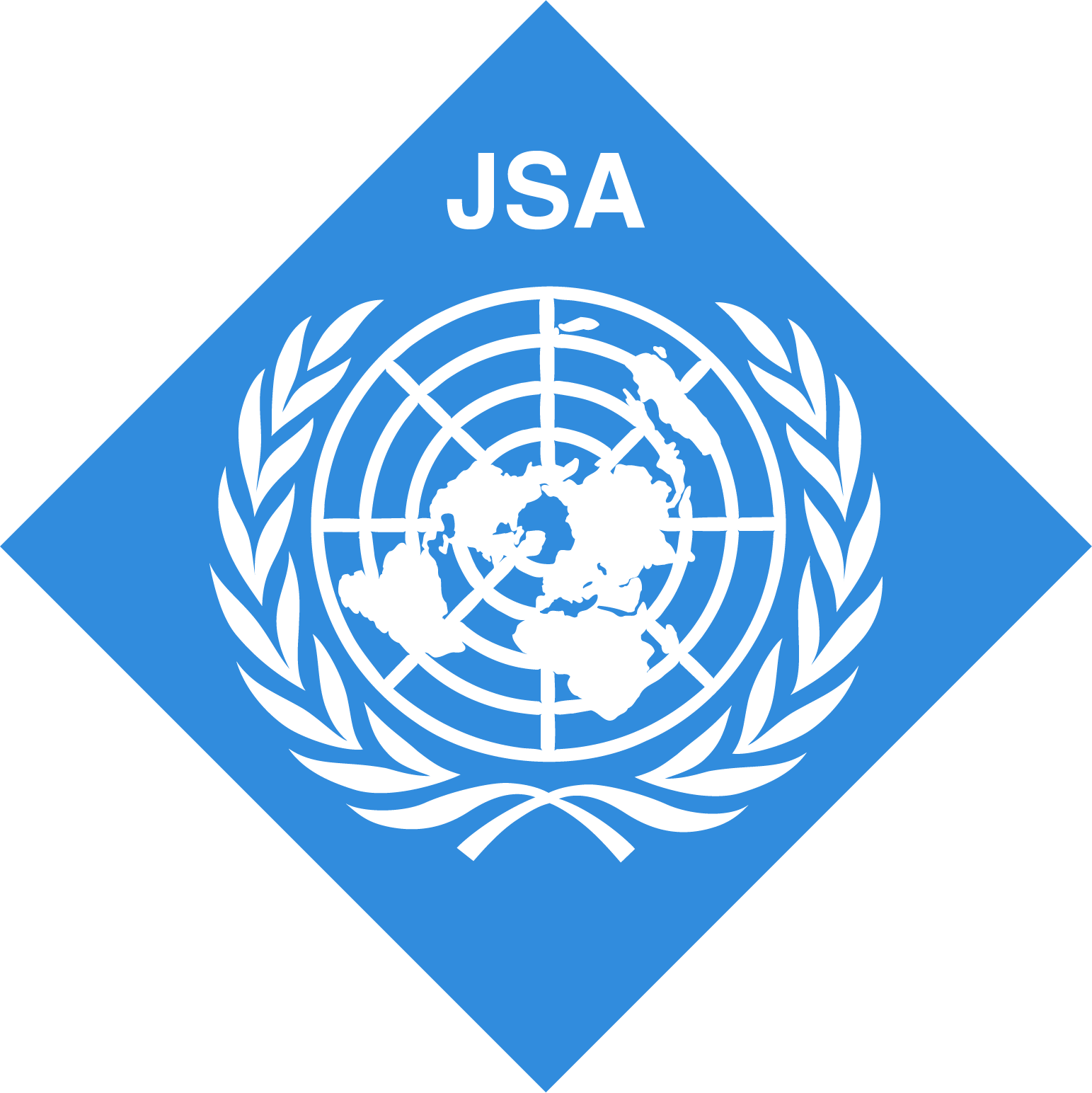
공동경비구역 유엔사대대 부대 휘장

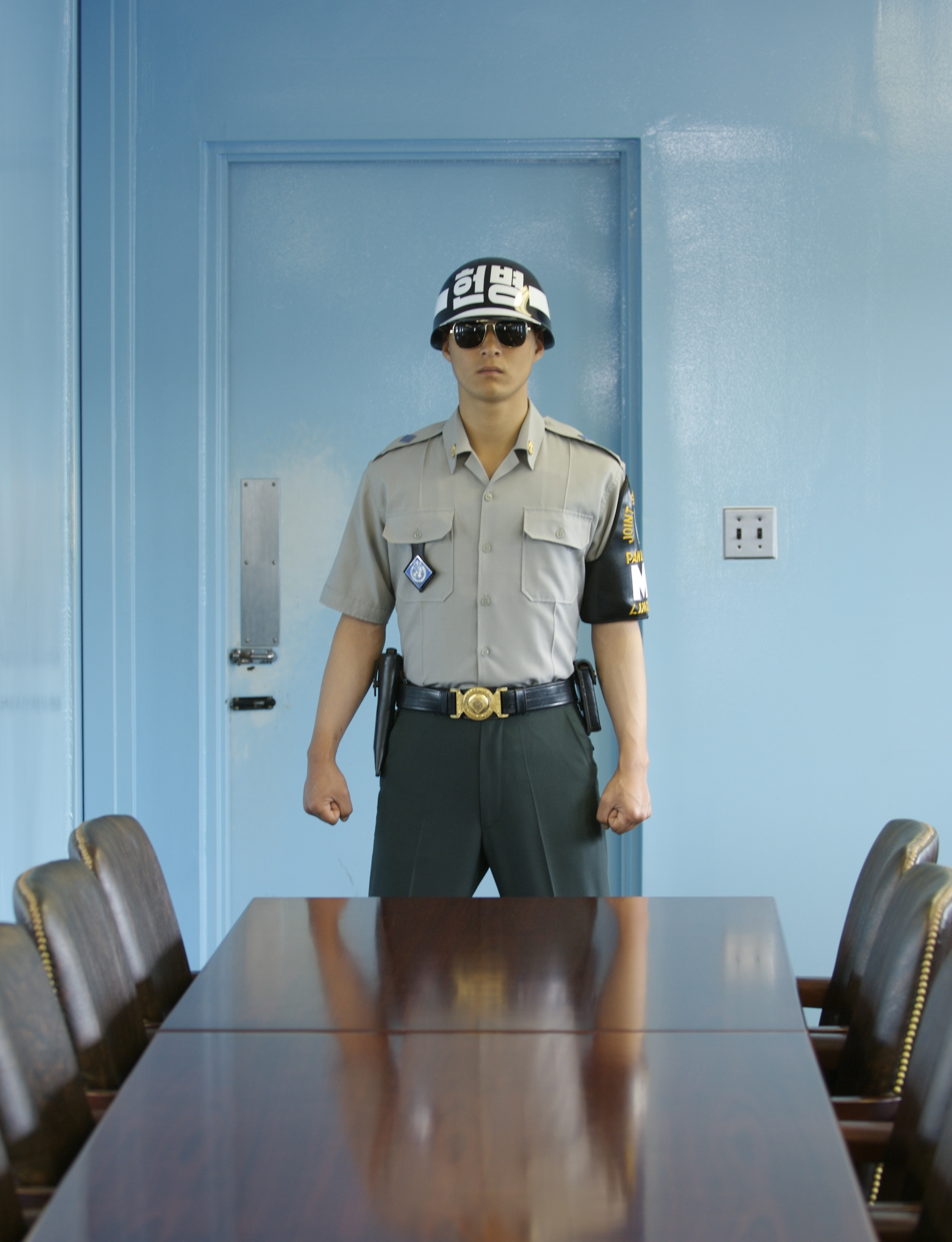
판문점 회담실 안에 있는 JSA 경비대대 소속 대한민국 육군 헌병

## 관광
공동경비구역은 현재 여러 관광회사와 USO(United Service Organizations)를 통해 매년 약 10만 명의 관광객이 방문하고 있다. 비무장지대(DMZ) 입국이 허용되기 전, 남측에서 공동경비구역을 방문할 경우 관광객들은 '판문점 공동경비구역 방문은 적대지역 진입과 직접적인 적의 행동 결과로 부상 또는 사망 가능성을 수반한다'라는 내용의 문서에 서명해야 한다는 브리핑을 받았다. 2018년 공동경비구역을 비무장화하기로 합의함에 따라 관광객은 공동경비구역의 북쪽 구역도 돌아볼 수 있게 되었다.
판문점견학지원센터에서 예약을 한 후 판문점 견학이 가능하다. 견학은 돌아오지 않는 다리(버스통과) → 남측 3초소 → 오청성 귀순장소 → 자유의집 → T2(군정위본회의실) → 기념식수 → 장명기 상병 추모비의 코스로 이루어진다. 군사시설 견학이기 때문에 복장 제한 규정도 있고 사진촬영도 자유롭지 않은 점도 있다.
복장규정 위배사항은 아래와 같다.
a. 민소매, 배꼽티 또는 탱크탑. 또한 모욕적, 도발적인 문구가 적혀진 티셔츠
b. 낡거나 찢어진 반바지, 운동용 반바지 그리고 엉덩이가 보이는 반바지
c. 얇게 비치는 모든 겉옷 류
d. 스포츠 유니폼 또는 츄리닝을 포함한 모든 운동복
e. 샤워용 슬리퍼 또는 조리 (정장용 샌들, 발가락만 노출된 구두는 허용된다.)
g. 지나치게 큰 옷, 흔히 “갱스터” 또는 “힙합”이라 불리는 헐렁한 바지 또는 스웨터 또한 가죽 조끼와 가죽 바지

## 같이 보기
- Joint Security Area
- 판문점
- 군사분계선
- 공동경비구역 유엔사경비대대

## 참고 문헌
- 『판문점 리포트』(2003), 장승재, 삶과꿈
- 『미래를 위해 남겨 놓은 과거, DMZ』(2010), 함광복, 통일부 국립통일교육원
- 『판문점 견학 해설서 본문』(2019), 통일부 국립통일교육원